# Sarah Lafleur
 (mars 2012).
Si vous disposez d'ouvrages ou d'articles de référence ou si vous connaissez des sites web de qualité traitant du thème abordé ici, merci de compléter l'article en donnant les références utiles à sa vérifiabilité et en les liant à la section « Notes et références ».
Sarah Lafleur est une actrice canadienne, connue pour ses rôles dans Ugly Betty, Mentalist et Grey's Anatomy.

## Filmographie

### Cinéma
- 2004 : Shall We Dance ? : Carolyn

### Télévision

#### Téléfilms
- 2002 : Ni vue, ni connue : La réceptionniste du centre de Fitness
- 2002 : Invasion finale : Sarah Philips
- 2007 : Lake Placid 2 : Emily

#### Séries télévisées
- 1998 : Psi Factor, chroniques du paranormal : Une policière (saison 3, épisode 4)
- 1999 : Total Recall 2070 : Marge (saison 1, épisode 17)
- 2000 : Jett Jackson : Darien (saison 2, épisode 26)
- 2001 : Destins croisés : Sevarina Rosetti (saison 2, épisode 20)
- 2000-2001 : Invasion planète Terre : 
  - Dr Andrea Mazar / Emma King (saison 3, épisode 21)
  - Sarah Boone (saison 5, épisode 5)
- 2003 : Sue Thomas, l'œil du FBI : Nora Albright (saison 2, épisode 1)
- 2005 : Les Experts : Manhattan : Paige Worthy (saison 1, épisode 14)
- 2005 : Night Stalker : Le Guetteur : Trish Medlock (saison 1, épisode 1)
- 2005 : Sex, Love and Secrets : Marjorie (saison 1, épisodes 6 et 7)
- 2006 : The Unit : Commando d'élite : Madame Johnson (saison 1, épisode 6)
- 2006 : Grey's Anatomy : Melanie Reynolds (saison 2, épisode 24)
- 2007 : FBI : Portés disparus : Valerie Sharp (saison 5, épisode 13)
- 2007 : Preuve à l'appui : Julie (saison 6, épisode 14)
- 2008-2009 : Ugly Betty : Molly
- 2008 : Mentalist : Emily Nelson (saison 1, épisode 10)
- 2011 : Prime Suspect : Oona Timoney (saison 1, épisode 7)
- 2011 : Rizzoli and Isles : Debbie Nichols Tibbet (saison 2, épisode 13)
- 2014 : Major Crimes : Lisa Kemp (saison 3, épisode 16)
- 2015 : Esprits criminels : Brenda Archer (saison 10, épisode 14)
- 2015 : NCIS : Los Angeles : Kate Ramsay (saison 7, épisode 7)
- 2015 : Bones : Franny Nicholson (saison 11, épisode 9)